# Bang Goes the Knighthood
Bang Goes the Knighthood è il decimo album in studio del gruppo musicale The Divine Comedy, pubblicato nel 2010.

## Tracce
Testi e musiche di Neil Hannon, eccetto dove indicato.
1. Down in the Street Below – 5:08
2. The Complete Banker – 3:43
3. Neapolitan Girl – 2:49
4. Bang Goes the Knighthood – 2:48
5. At the Indie Disco (featuring Cathy Davey) – 3:18
6. Have You Ever Been in Love (featuring Cathy Davey) – 3:10
7. Assume the Perpendicular – 4:06
8. The Lost Art of Conversation – 4:01
9. Island Life (featuring Cathy Davey) – 4:36
10. When a Man Cries – 3:54
11. Can You Stand Upon One Leg – 3:32
12. I Like – 3:48

Tracce bonus (iTunes)
1. Ya Sumeera – 2:39
2. Beside The Railway Tracks – 2:57
3. The Circular Firing Squad – 2:51
4. Napoleon Complex – 4:20

CD Bonus (Live)
1. Amsterdam – 3:33 (Jacques Brel)
2. L'Amour est Bleu – 3:25 (André Popp, Pierre Cour)
3. Poupée de cire, poupée de son – 3:13 (Serge Gainsbourg)
4. Les Playboys – 3:25 (Jacques Dutronc, Jacques Lanzmann)
5. The Songs That We Sing – 3:02 (Jarvis Cocker, Jean-Benoît Dunckel, Neil Hannon, Nicolas Godin)
6. Les copains d'abord – 3:56 (Georges Brassens)
7. Anita Pettersen – 4:55 (Vincent Delerm)
8. Joe le taxi – 4:24 (Franck Langolff, Étienne Roda-Gil)
9. Je changerais d'avis – 3:39 (Ennio Morricone, Ghigo De Chiara, Maurizio Costanzo)